# 6-й цикл сонячної активності
6-й цикл сонячної активності — шостий цикл сонячної активності від 1755 року, коли розпочався систематичний моніторинг кількості сонячних плям. Сонячний цикл тривав 12,8 років, від серпня 1810 року до травня 1823 року (потрапляючи, таким чином, в мінімум Дальтона). Максимальне протягом цього сонячного циклу значення числа Вольфа для кількості сонячних плям спостерігалося в травні 1816 року і становило 81,2 (найнижче максимальне значення серед усіх досліджених дотепер сонячних циклів, що пов'язано з приналежністю циклу до мінімуму Дальтона), а початковий мінімум числа Вольфа становив 0,0.

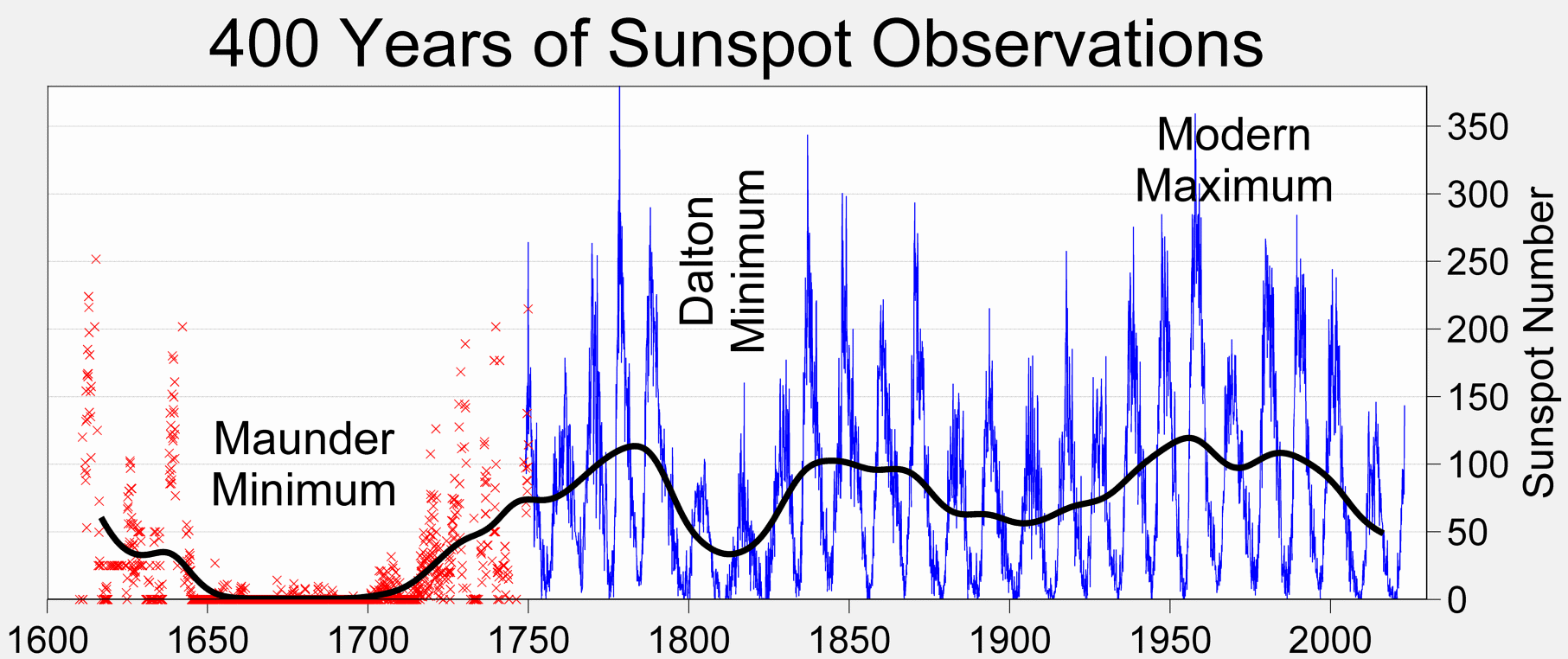
Мінімум Дальтона за 400-річну історію кількості сонячних плям, що показує низькі піки для 5-го та 6-го циклів сонячної активності.